# Crocelle a Chiatamone (Nápoly)
A Crocelle a Chiatamone egy nápolyi templom. A 17. század elején építették a város polgárainak adományaiból. A barokk stílusú templomot a Szeplőtlen fogantatásnak szentelték, az alle Crocelle megnevezést viszont a tulajdonos Crociferi (keresztes) szerzetesek után kapta. Belső díszítései Paolo de Matteis nevéhez fűződnek. A művészt az oltár alá temették.